# 8791 Donyabradshaw
8791 Donyabradshaw eller 1978 VG11 är en asteroid i huvudbältet som upptäcktes den 7 november 1978 av de båda amerikanska astronomerna Eleanor F. Helin och Schelte J. Bus vid Siding Spring-observatoriet. Den är uppkallad efter Donya Douglas-Bradshaw.
Asteroiden har en diameter på ungefär 5 kilometer.